# 狙击手 (电影)
《狙击手》是2022年中国朝鲜战争题材战争片，由张艺谋和张末父女联袂执导，陈宇编剧，章宇、陈永胜和曹操等主演，讲述冷枪冷炮运动期间狙击手张大永在战场上与美军对抗的故事。影片由光线传媒发行，定于2022年2月1日大年初一上映。

## 剧情
朝鲜战争期间，中国人民志愿军狙击手张大永凭借枪法过人与美军进行周旋，最终扭转战局，成功击败对手。

## 阵容
| 演员      | 角色              | 介绍                           | 备注     |
| --------- | ----------------- | ------------------------------ | -------- |
| 章宇      | 刘文武            | 八连五班班长，神枪手           | 领衔主演 |
| 陈永胜    | 张大永            | 八连五班战士，高中文化         | 领衔主演 |
| 刘奕铁    | 亮亮              | 志愿军侦察兵，入伍前为大永同学 |          |
| 曹操      | 约翰（John）      | 美军狙击小队队长               |          |
| 程泓鑫    | 孙喜              | 八连五班战士                   |          |
| 黄炎      | 宋老二            | 八连五班战士                   |          |
| 王乃训    | 王忠义            | 八连五班战士                   |          |
| 王梓屹    | 小徐              | 八连五班战士                   |          |
| 陈铭杨    | 胖墩              | 八连五班战士                   |          |
| 柯国庆    | 杰克（Jack）      | 美军狙击手，约翰下属           |          |
| 白雷森    | 内特（Nate）      | 美军狙击手，约翰下属           |          |
| 勃小龙    | 安德鲁（Andrew）  | 美军狙击手，约翰下属           |          |
| 凯文·李   | 罗斯（Russ）      | 美军狙击手，约翰下属           |          |
| 柯南·何裴 | 马列拉（Marella） | 美军狙击手，约翰下属           |          |
| 暗真      | 威廉（William）   | 美军上尉                       |          |
| 林博洋    | 女记者            | 师部派来的记者                 | 特别出演 |
| 张译      | 连长              | 八连连长                       | 特别出演 |

## 制作
影片原名《最冷的枪》，后改名《狙击手》，于2021年1月6日在吉林省开机。然而影片改名的举动遭到2020年军事题材网络电影《狙击手》制片人李学政抗议，批评张艺谋蹭热度。

## 发行
影片最初定于2021年7月30日在中国上映，由光线传媒发行。但在上映前夕撤檔，改到2022年2月1日大年初一上映，是张艺谋从影以来首次进军春节档。

## 奬項
| 年份 | 颁奖典礼               | 奖项             | 入圍者       | 结果 |
| ---- | ---------------------- | ---------------- | ------------ | ---- |
| 2022 | 第33屆華鼎獎           | 中國最佳新鋭演員 | 陳永勝       | 獲獎 |
| 2022 | 第十四屆澳門國際電影節 | 最佳影片         | 不適用       | 提名 |
| 2022 | 第十四屆澳門國際電影節 | 最佳攝影         | 趙小丁       | 獲獎 |
| 2023 | 第36屆華鼎獎           | 華語最佳影片     | 《狙击手》   | 提名 |
| 2023 | 第36屆華鼎獎           | 華語電影最佳導演 | 张艺谋、张末 | 提名 |